# Irene Huss, Kripo Göteborg
Irene Huss, Kripo Göteborg ist eine 12-teilige schwedische Kriminalfilmreihe.

## Filmreihe
Die Produktion der ersten Filme begann im Jahr 2007. Die Serie besteht aus bisher 12 Fortsetzungen in zwei Staffeln und beruht auf Romanen der schwedischen Autorin Helene Tursten rund um die von ihr geschaffene Figur der Kommissarin Irene Huss.

## Hintergründe
Die schwedische Schauspielerin Angela Kovács, die auch aus den neuen Wallander-Verfilmungen der ARD-Reihe bekannt ist, spielt die Hauptrolle der bisher zwölf verfilmten Irene-Huss-Krimis.
Die Folgen liefen bereits zwischen August 2007 und Februar 2008 als einzelne Filme in Schweden. Unter dem Titel Irene Huss, Kripo Göteborg zeigte das Erste vom 12. Juli bis 15. August 2009 sechs Filme dieser Reihe.
2011 wurde in Schweden eine zweite Staffel mit sechs weiteren Fortsetzungen gedreht. Ihre Erstausstrahlung in Deutschland durch die ARD hatten die ersten zwei Filme dieser Staffel zu Ostern 2012, zwei weitere im Mai 2012 und die restlichen zwei Episoden im Dezember 2012.
Im Gegensatz zu den Büchern wurden einige Figuren des Ermittlerteams (Tommy Persson und Hannu Rauhala) nicht besetzt.
2021 wurde die Serie mit Huss – Verbrechen am Fjord mit Karin Franz Körlof als Irenes Tochter und Polizeianwärterin Katarina Huss sowie Kajsa Ernst als Irene Huss fortgesetzt.

## Besetzung und Synchronisation
Die deutsche Synchronisation entstand unter der Dialogregie von Horst Geisler, der auch das Dialogbuch schrieb, durch die Synchronfirma Interopa Film GmbH in Berlin.
| Rollenname      | Schauspieler      | Synchronsprecher |
| --------------- | ----------------- | ---------------- |
| Irene Huss      | Angela Kovács     | Arianne Borbach  |
| Krister Huss    | Reuben Sallmander | Boris Tessmann   |
| Sven Andersson  | Lars Brandeby     | Frank Ciazynski  |
| Jonny Blom      | Dag Malmberg      | Tom Vogt         |
| Fredrik Stridh  | Eric Ericson      | Rainer Fritzsche |
| Birgitta Moberg | Emma Swenninger   | Julia Ziffer     |
| Yvonne Stridner | Anki Lidén        | Helga Sasse      |

## Episodenliste

### Staffel 1
| Nr. (ges.) | Nr. (St.) | Deutscher Titel      | Originaltitel           | Erstausstrahlung S | Deutschsprachige Erstausstrahlung () | Regie            | Drehbuch        | Zuschauer (D) |
| ---------- | --------- | -------------------- | ----------------------- | ------------------ | ------------------------------------ | ---------------- | --------------- | ------------- |
| 1          | 1         | Der tätowierte Torso | Tatuerad torso          | 17. Aug. 2007      | 12. Juli 2009                        | Martin Asphaug   | Stefan Ahnhem   | 3,38 Mio.     |
| 2          | 2         | Der Novembermörder   | Den krossade tanghästen | 10. Nov. 2007      | 19. Juli 2009                        | Martin Asphaug   | Ulf Kvensler    | 3,11 Mio.     |
| 3          | 3         | Feuertanz            | Eldsdansen              | 10. Jan. 2008      | 26. Juli 2009                        | Anders Engström  | Ulrika Kolmodin |               |
| 4          | 4         | Der zweite Mord      | Nattrond                | 2. Feb. 2008       | 2. Aug. 2009                         | Anders Engström  | Ulrika Kolmodin |               |
| 5          | 5         | Tod im Pfarrhaus     | Glasdjävulen            | 11. Juni 2008      | 9. Aug. 2009                         | Alexander Moberg | Stefan Ahnhem   |               |
| 6          | 6         | Der erste Verdacht   | Guldkalven              | 17. Sep. 2008      | 15. Aug. 2009                        | Alexander Moberg | Ulf Kvensler    |               |

### Staffel 2
| Nr. (ges.) | Nr. (St.) | Deutscher Titel           | Originaltitel            | Erstausstrahlung S | Deutschsprachige Erstausstrahlung () | Regie             | Drehbuch                          | Zuschauer (D) |
| ---------- | --------- | ------------------------- | ------------------------ | ------------------ | ------------------------------------ | ----------------- | --------------------------------- | ------------- |
| 7          | 1         | Der im Dunkeln wacht      | Den som vakar i mörkret  | 6. Juli 2011       | 8. Apr. 2012                         | Richard Holm      | Stefan Ahnhem                     | 4,10 Mio.     |
| 8          | 2         | Tödliches Netz            | Det lömska nätet         | 10. Aug. 2011      | 9. Apr. 2012                         | Richard Holm      | Jonas Cornell, Lars Bill Lundholm | 5,11 Mio.     |
| 9          | 3         | Die Tote im Keller        | En man med litet ansikte | 7. Sep. 2011       | 1. Mai 2012                          | Emiliano Goessens | Charlotte Lesche                  | 3,79 Mio.     |
| 10         | 4         | Teufelskreis              | Tystnadens cirkel        | 5. Okt. 2011       | 25. Mai 2012                         | Emiliano Goessens | Stefan Ahnhem                     |               |
| 11         | 5         | Im Schutz der Schatten    | I skydd av skuggorna     | 9. Nov. 2011       | 26. Dez. 2012                        | Alexander Moberg  | Jonas Cornell, Lars Bill Lundholm | 3,34 Mio.     |
| 12         | 6         | Hetzjagd auf einen Zeugen | Jagat vittne             | 7. Dez. 2011       | 27. Dez. 2012                        | Alexander Moberg  | Charlotte Lesche                  | 2,94 Mio.     |